# Objaw Stransky’ego
Objaw Stransky’ego (odruch Stransky’ego, ang. Stransky reflex, Stransky sign) – objaw neurologiczny będący odmianą objawu Babińskiego. Polega na grzbietowym zgięciu palucha przy silnym i biernym odwiedzeniu małego palca stopy. Objaw opisał austriacki neurolog i psychiatra Erwin Stransky (1878–1962).